# Nina George
Nina George (ur. 30 sierpnia 1973 w Bielefeld) – niemiecka pisarka i dziennikarka. Pod pseudonimem Anne West opublikowała książki popularnonaukowe dotyczące miłości, seksualności i erotyki. Pod nazwiskiem małżeńskim Nina Kramer ukazał się w 2008 r. jej jedyny thriller.

## Życie i twórczość
Nina George pracowała od 14 roku życia w różnych zakładach gastronomicznych.
W 1991 r. rzuciła szkołę przed maturą. Następnie łączyła pracę w gastronomii z praktyką dziennikarską w magazynie dla mężczyzn Penthouse.
Kiedy klient w knajpie zachowywał się w stosunku do niej szczególnie nieprzyzwoicie, przelewała po pracy swoją wściekłość na papier i zapisywała swoje myśli dotyczące mężczyzn, kobiet, seksu, społeczeństwa, tabu itp. Z czasem powstała z tych zapisków jej pierwsza książka Gute Mädchen tun’s im Bett, böse überall (Grzeczne dziewczynki robią to w łóżku, niegrzeczne tam gdzie chcą) opublikowana pod pseudonimem Anne West w 1997 r.
Od 1993 r. pracuje jako niezależna pisarka i dziennikarka.
W 2008 r. ukazał się pod jej nazwiskiem małżeńskim thriller Ein Leben ohne mich, w którym porusza tematykę medycyny reprodukcyjnej.

### Książki opublikowane jako Nina George
- Nina George, Lawendowy pokój, Paulina Filippi-Lechowska (tłum.), Kraków: Wydawnictwo Otwarte, 2014, ISBN 978-83-7515-307-1, OCLC 892605787. Brak numerów stron w książce
- Die Mondspielerin. Knaur, 2010, ISBN 3-426-66336-8 – ausgezeichnet mit der DeLiA 2011 – Literaturpreis für den besten deutschsprachigen Liebesroman des Vorjahres durch den Förderverein deutschsprachiger Liebesromanliteratur e.V. (DeLiA), Księżyc nad Bretanią (tłumaczenie na język polski książki Die Mondspielerin, Daria Kuczyńska-Szymala – wydawnictwo Otwarte Kraków, 2015) ISBN 978-83-7515-339-2.
- Wie der Teufel es will. Fischer, Frankfurt 2008. ISBN 3-596-17435-X.
- Nina George, Der Sprachschatz der Männer, Oldenburg: Lappan, 2005, ISBN 3-8303-3123-1, OCLC 76726882. Brak numerów stron w książce
- Der Weg der Kriegerin. Droemer Knaur, 2003. ISBN 3-426-27309-8.
- Anne West, Bube, Dame, Karo, Tod, Hamburg: Hamburger Abendblatt, 2003, ISBN 3-921305-12-8, OCLC 76522068. Brak numerów stron w książce
- Kein Sex, kein Bier und jede Menge Tote. Droemer Knaur, 2001. ISBN 3-426-61844-3.

### Książki opublikowane jako Anne West
- Anne West, Gute Mädchen tun’s im Bett – böse überall, wyd. Orig.-ausg, München: Droemer Knaur, 1998, ISBN 3-426-60930-4, OCLC 75978142. Brak numerów stron w książce
- Sag Luder zu mir. Droemer Knaur, 2003, ISBN 3-426-61934-2.
- Warum Männer so schnell kommen und Frauen nur so tun als ob. Droemer Knaur, 2003, ISBN 3-426-62468-0.
- Kamasutra ohne Leistenbruch, als Co-Autorin. Droemer Knaur, 2003, ISBN 3-426-62288-2.
- Schmutzige Geschichten. Droemer Knaur, 2004, ISBN 3-426-62672-1.
- Erste Hilfe für Verliebte. Droemer Knaur, 2005, ISBN 3-426-77764-9.
- Der Venus-Effekt. Droemer Knaur, 2006, ISBN 3-426-77900-5.
- Anne West, One day sex, München: Knaur, 2006, ISBN 3-426-64448-7, OCLC 166020013. Brak numerów stron w książce
- Handbuch für Sexgöttinnen. Droemer Knaur, 2007, ISBN 3-426-77953-6.
- Absolut Sex. Droemer Knaur, 2009, ISBN 3-426-78236-7.
- Feeling – Das Gefühl. Droemer Knaur, 2009, ISBN 3-426-78023-2.
- Sex für Könner. Droemer Knaur, 2009, ISBN 3-426-78222-7.
- Wovon Frauen träumen und wie sie es bekommen. Droemer Knaur, 2009 ISBN 3-426-78338-X.